# ایوا کسیدی
ایوا کَسیدی (انگلیسی: Eva Cassidy; زاده ۲ فوریهٔ ۱۹۶۳ – درگذشته ۲ نوامبر ۱۹۹۶) خواننده و گیتارنواز اهل ایالات متحده آمریکا بود که اجراهایش از آثار جاز و بلوز شهرت دارد. او بین سال‌های ۱۹۸۱ تا ۱۹۹۶ میلادی فعالیت می‌کرد.